# 第3代総選挙 (大韓民国)
第3代総選挙（だい3だいそうせんきょ）は、1954年5月20日に実施された第一共和国時代における大韓民国民議院の議員を選出するために行なわれた選挙である。なお、韓国では「第○回」ではなく「第○代」として数え、名称も「総選挙」（총선거）ではなく「総選」（총선）と呼ぶのが一般的である。

## 概要
1952年7月の抜粋改憲を通じて大統領に当選した李承晩は、憲法の三選禁止規定を撤廃して、終身大統領になることを目論んでいた。そのため、この総選挙で、三選禁止規定を撤廃するための憲法改正を与党単独で行える議席数を国会で確保することが李大統領や彼の側近の最大の課題となったため、金権と暴力を使った大掛かりな不正選挙が行なわれた。なおこの選挙で、自由党や民主国民党は党中央による候補者の公薦制を導入したが、それまで候補者の「自称」のみであった候補者と党の関係を明確にすると共に、公薦過程で候補者を絞り込むことで自党の候補者の当選可能性を高める効果を狙ったものであった。

## 与党による不正選挙
三選禁止規定を撤廃するための憲法改正が出来る3分の2の議席数を確保するため、与党である自由党は大がかりな不正選挙を行った。巨額の選挙資金をかき集めて、有権者を買収するだけでなく、野党候補の登録を妨害、暴力団を雇って野党の演説会を襲撃、野党支持者の投票に必要な番号表不交付、幽霊投票、代理投票、特定候補者（与党）に対する事前束票投入、投票箱移送途中における投票箱や票の取替え等といった大掛かりな不正が続出し、総選挙後に提起された当選無効や選挙無効の訴訟は25件も提起された。また官憲の選挙妨害も顕著で、自由党候補者が落選した場合には警察署長や査察係長が左遷される一方で、当選した場合には警察幹部への栄転、査察刑事への昇進が確約される、といったことが公然と行なわれた。

## 基礎データ
- 大統領：李承晩（自由党）－1952年8月の大統領選挙で曺奉岩（無所属）に大差をつけて当選した。
- 改選議席数：203議席
- 議員任期：4年
- 選挙制度：完全小選挙区制
- 選挙人数：8,446,509名
- 立候補者数：1,207名[5]

## 選挙結果
投票日：1952年5月20日
- 投票率：91.1％

総投票者数：7,698,390名
有効票総数：7,492,308票
| 党派                  | 議席数 | 占有率 | 得票数    | 得票率 (%) |
| --------------------- | ------ | ------ | --------- | ---------- |
| 自由党 자유당         | 114    | 56.2   | 2,756,081 | 36.8       |
| 無所属 무소속         | 67     | 33.0   | 3,591,597 | 47.9       |
| 民主国民党 민주국민당 | 15     | 7.4    | 593,499   | 7.9        |
| 国民会 국민회         | 3      | 1.5    | 192,109   | 2.6        |
| 大韓国民党 대한국민당 | 3      | 1.5    | 72,925    | 1.0        |
| その他                | 1      |        | 286,097   | 3.8        |
| 合計                  | 203    |        | 7,492,308 |            |

- 金浩鎮『韓国政治の研究』李健雨訳、三一書房、236頁の"<表8-2>第3・4代国会議員総選挙"を参考にして作成した。
- 得票数は韓国中央選挙管理委員会の｢歴代選挙情報システム｣から引用

前回選挙では無所属当選者が多数派を占めたが、今回は与党・自由党が過半数を上回り第1党となり、無所属当選者はほぼ半減する結果となった。一方、韓国民主党の流れを汲む民主国民党は15議席に留まり、敗北した。
自由党は過半数を上回る議席は獲得したものの、議席占有率は56.2％に留まり、目標としていた3分の2（136議席）には届かなかった。そのため自由党は、猛烈な多数派工作を展開、無所属当選者34名を入党させ、6月9日の国会開院時には133議席を確保した。

## 当選議員
自由党   民主国民党   大韓独立促成国民会   大韓国民党   制憲国会議員同志会   無所属 
| ソウル特別市 | 鐘路区甲   | 尹潽善 | 鐘路区乙   | 金斗漢 | 中区甲   | 尹致暎 | 中区乙   | 鄭一亨 | 龍山区甲   | 南松鶴 |
| ソウル特別市 | 龍山区乙   | 黄聖秀 | 城東区甲   | 任興淳 | 城東区乙 | 金載晃 | 東大門区 | 閔寛植 | 城北区     | 金一   |
| ソウル特別市 | 西大門区甲 | 金度演 | 西大門区乙 | 李起鵬 | 麻浦区甲 | 金相敦 | 麻浦区乙 | 咸斗栄 | 永登浦区甲 | 尹在旭 |
| ソウル特別市 | 永登浦区乙 | 李仁   |            |        |          |        |          |        |            |        |
| 京畿道       | 仁川市甲   | 金載坤 | 仁川市乙   | 郭尚勲 | 仁川市丙 | 表良文 | 水原市   | 鄭存秀 | 高陽郡     | 韓東錫 |
| 京畿道       | 広州郡     | 申翼熙 | 楊州郡甲   | 金宗奎 | 楊州郡乙 | 姜昇求 | 抱川郡   | 尹珹淳 | 加平郡     | 呉衡根 |
| 京畿道       | 楊平郡     | 千世基 | 驪州郡     | 金意俊 | 利川郡   | 金炳哲 | 龍仁郡   | 申義湜 | 安城郡     | 呉在泳 |
| 京畿道       | 平沢郡     | 黄慶秀 | 華城郡甲   | 孫道心 | 華城郡乙 | 崔秉国 | 始興郡   | 李英燮 | 富川郡     | 張暻根 |
| 京畿道       | 金浦郡     | 鄭濬   | 江華郡     | 尹一相 | 坡州郡   | 丁大天 |          |        |            |        |
| 江原道       | 春川市     | 洪昌燮 | 春城郡     | 林祐永 | 原州郡   | 咸在勲 | 江陵郡甲 | 崔容根 | 江陵郡乙   | 朴容益 |
| 江原道       | 洪川郡     | 李在鶴 | 横城郡     | 張錫潤 | 寧越郡   | 丁奎祥 | 平昌郡   | 李亨鎮 | 旌善郡     | 全相尭 |
| 江原道       | 三陟郡     | 金振晩 | 蔚珍郡     | 田万重 |          |        |          |        |            |        |
| 忠清北道     | 清州市     | 朴己云 | 清原郡甲   | 申正浩 | 清原郡乙 | 郭義栄 | 報恩郡   | 金善佑 | 沃川郡     | 申珏休 |
| 忠清北道     | 永同郡     | 崔淳周 | 鎮川郡     | 李忠煥 | 槐山郡   | 安東濬 | 陰城郡   | 李鶴林 | 忠州郡     | 金基喆 |
| 忠清北道     | 堤川郡     | 李泰鎔 | 丹陽郡     | 張英根 |          |        |          |        |            |        |
| 忠清南道     | 大田市     | 鄭相烈 | 大徳郡     | 宋宇範 | 燕岐郡   | 柳志元 | 公州郡甲 | 廉友良 | 公州郡乙   | 金達洙 |
| 忠清南道     | 論山郡甲   | 申泰権 | 論山郡乙   | 陸完国 | 扶余郡甲 | 李錫基 | 扶余郡乙 | 趙南寿 | 舒川郡     | 羅熙集 |
| 忠清南道     | 保寧郡     | 金永善 | 青陽郡     | 鄭明善 | 洪城郡   | 金知俊 | 礼山郡   | 成元慶 | 瑞山郡甲   | 羅昌憲 |
| 忠清南道     | 瑞山郡乙   | 柳順植 | 唐津郡     | 印泰植 | 牙山郡   | 洪淳徹 | 天安郡   | 韓熙錫 |            |        |
| 全羅北道     | 全州市     | 李哲承 | 群山市     | 金判述 | 裡里市   | 金春鎬 | 完州郡甲 | 李存華 | 完州郡乙   | 孫権培 |
| 全羅北道     | 鎮安郡     | 李福晟 | 錦山郡     | 柳珍山 | 茂朱郡   | 金相賢 | 長水郡   | 鄭準謨 | 任実郡     | 朴世俓 |
| 全羅北道     | 南原郡     | 梁瑛注 | 淳昌郡     | 林次周 | 井邑郡甲 | 金昌洙 | 井邑郡乙 | 金宅述 | 高敞郡甲   | 鄭世煥 |
| 全羅北道     | 高敞郡乙   | 慎鏞頊 | 扶安郡     | 申奎植 | 金堤郡甲 | 宋邦鏞 | 金堤郡乙 | 尹済述 | 沃溝郡     | 梁一東 |
| 全羅北道     | 益山郡甲   | 蘇宣奎 | 益山郡乙   | 姜世馨 |          |        |          |        |            |        |
| 全羅南道     | 光州市     | 鄭成太 | 木浦市     | 鄭重燮 | 麗水市   | 鄭在浣 | 順天市   | 尹亨南 | 光山郡甲   | 李政烋 |
| 全羅南道     | 光山郡乙   | 朴興奎 | 潭陽郡     | 朴永鍾 | 谷城郡   | 趙淳   | 求礼郡   | 李甲植 | 光陽郡     | 金正晧 |
| 全羅南道     | 麗川郡     | 金哲柱 | 昇州郡     | 李炯模 | 高興郡甲 | 孫文璟 | 高興郡乙 | 宋璟燮 | 宝城郡     | 金声福 |
| 全羅南道     | 和順郡     | 具興南 | 長興郡     | 孫錫斗 | 康津郡   | 金声浩 | 海南郡甲 | 金柄淳 | 海南郡乙   | 閔泳南 |
| 全羅南道     | 霊岩郡     | 金俊淵 | 務安郡甲   | 申幸用 | 務安郡乙 | 劉沃祐 | 羅州郡甲 | 崔栄哲 | 羅州郡乙   | 丁明燮 |
| 全羅南道     | 咸平郡     | 金義沢 | 霊光郡     | 曺泳珪 | 長城郡   | 辺鎮甲 | 莞島郡   | 金善太 | 珍島郡     | 曺秉雯 |
| 慶尚北道     | 大邱市甲   | 徐東辰 | 大邱市乙   | 趙炳玉 | 大邱市丙 | 李雨茁 | 浦項市   | 河泰煥 | 金泉市     | 文鍾斗 |
| 慶尚北道     | 達城郡     | 曺在千 | 軍威郡     | 朴晩元 | 義城郡甲 | 朴永出 | 義城郡乙 | 朴永教 | 安東郡甲   | 権五鍾 |
| 慶尚北道     | 安東郡乙   | 金翼基 | 青松郡     | 尹鎔球 | 英陽郡   | 朴鍾吉 | 盈徳郡   | 金元圭 | 迎日郡甲   | 朴順碩 |
| 慶尚北道     | 迎日郡乙   | 金益魯 | 慶州郡甲   | 金喆   | 慶州郡乙 | 李協雨 | 永川郡甲 | 金相道 | 永川郡乙   | 権仲敦 |
| 慶尚北道     | 慶山郡     | 朴海禎 | 清道郡     | 金普泳 | 高霊郡   | 金洪植 | 星州郡   | 都晋熙 | 漆谷郡     | 張沢相 |
| 慶尚北道     | 金陵郡     | 金喆安 | 善山郡     | 金雨東 | 尚州郡甲 | 金達鎬 | 尚州郡乙 | 白南軾 | 聞慶郡     | 尹万石 |
| 慶尚北道     | 醴泉郡     | 玄錫虎 | 栄州郡     | 李正熙 | 奉化郡   | 鄭文欽 | 鬱陵郡   | 崔秉権 |            |        |
| 慶尚南道     | 釜山市甲   | 金智泰 | 釜山市乙   | 銭鎮漢 | 釜山市丙 | 鄭基元 | 釜山市丁 | 金東郁 | 釜山市戊   | 李栄彦 |
| 慶尚南道     | 馬山市     | 金鍾信 | 晋州市     | 徐寅洪 | 晋陽郡   | 黄南八 | 宜寧郡   | 李泳熙 | 咸安郡     | 趙瓊奎 |
| 慶尚南道     | 昌寧郡     | 河乙春 | 密陽郡甲   | 金亨徳 | 密陽郡乙 | 曺万鍾 | 梁山郡   | 池栄璡 | 蔚山郡甲   | 金寿善 |
| 慶尚南道     | 蔚山郡乙   | 鄭海永 | 東萊郡     | 金法麟 | 金海郡甲 | 朴在洪 | 金海郡乙 | 李鍾寿 | 昌原郡甲   | 金省三 |
| 慶尚南道     | 昌原郡乙   | 李龍範 | 統営郡甲   | 崔天   | 統営郡乙 | 金泳三 | 固城郡   | 崔甲煥 | 泗川郡     | 鄭甲柱 |
| 慶尚南道     | 南海郡     | 尹炳浩 | 河東郡     | 姜奉玉 | 山清郡   | 李炳洪 | 咸陽郡   | 金永祥 | 居昌郡     | 慎道晟 |
| 慶尚南道     | 陜川郡甲   | 兪鳳淳 | 陜川郡乙   | 崔昌燮 |          |        |          |        |            |        |
| 済州道       | 北済州郡甲 | 金錫祜 | 北済州郡乙 | 金斗珍 | 南済州郡 | 康慶玉 |          |        |            |        |

### 補欠選挙
| 年   | 日付  | 選挙区         | 当選者 | 当選政党 | 欠員   | 欠員政党 | 欠員事由 |
| ---- | ----- | -------------- | ------ | -------- | ------ | -------- | -------- |
| 1954 | 10.25 | 全羅北道鎮安郡 | 朴定根 | 自由党   | 李福晟 | 自由党   | 死去     |
| 1955 | 12.27 | 慶尚南道山清郡 | 安峻錡 | 自由党   | 李炳洪 | 無所属   | 死去     |
| 1956 | 8.23  | 京畿道広州郡   | 申河均 | 民主党   | 申翼熙 | 民主党   | 死去     |
| 1956 | 10.1  | 忠清北道永同郡 | 孫俊鉉 | 自由党   | 崔淳周 | 自由党   | 死去     |
| 1956 | 11.5  | 京畿道高陽郡   | 李成株 | 自由党   | 韓東錫 | 自由党   | 死去     |